# Вязилов, Евгений Дмитриевич
Евге́ний Дми́триевич Вязилов (р. 30 июля 1949) — советский и российский кибернетик, океанолог. Доктор технических наук. Заведующий лабораторией Всероссийского научно-исследовательского института гидрометеорологической информации — Мирового центра данных (ВНИИГМИ-МЦД), профессор кафедры «Компьютерные системы, сети и технологии» Обнинского института атомной энергетики (с 2005).
Специалист высшей квалификации в области автоматизации обработки гидрометеорологических данных (создания баз данных, систем поддержки принятия решений, web-технологий). Под его непосредственным руководством и личном участии в 1980—1990 гг. разработан автоматизированный каталог океанографических данных, база данных которого в настоящее время интенсивно используется при выполнении запросов пользователей. Проводит исследования в области разработки методов интеграции информационных ресурсов и программных средств Единой информационной системы об обстановке в Мировом океане (ЕСИМО). В 1984 году им была предложена идея создания баз метаданных в области океанографии, под его руководством и личном участии разработаны технологии их создания и распространения, в том числе в сети Интернет. В последние десятилетия по своей инициативе провел исследования в области формализации сведений о воздействиях природной среды на промышленные объекты и население, а также выдачи рекомендаций для принятия решений. Подготовлено более 200 научных работ, 5 монографий. Результаты его исследований отмечены областной премией им. П. Л. Чебышева, награждён почетными грамотами Росгидромета, имеет 5 свидетельств о государственной регистрации баз данных в Федеральной службе по интеллектуальной собственности (Роспатент).